# گوشت‌اره
گوشت‌اره (نام علمی: Sarcoprion) نام یک سرده از تیره آگاسیزدندانان است.